# Flinger Straße 22–26

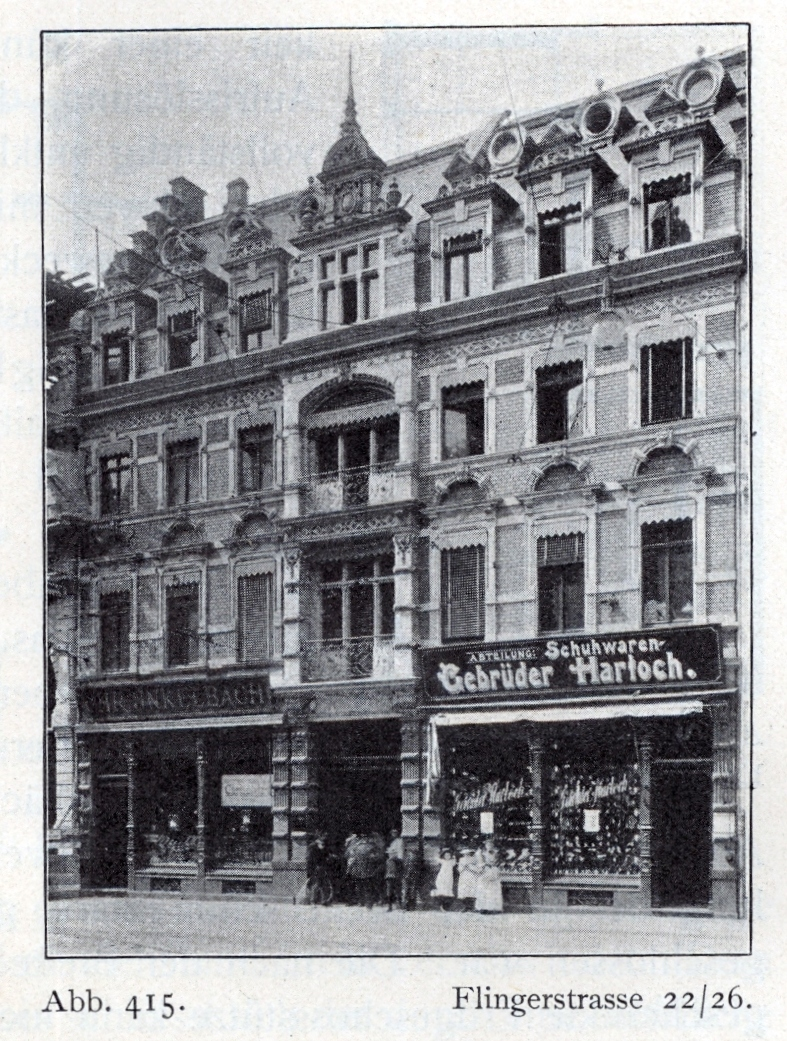
Flinger Straße 22–26 vor 1904

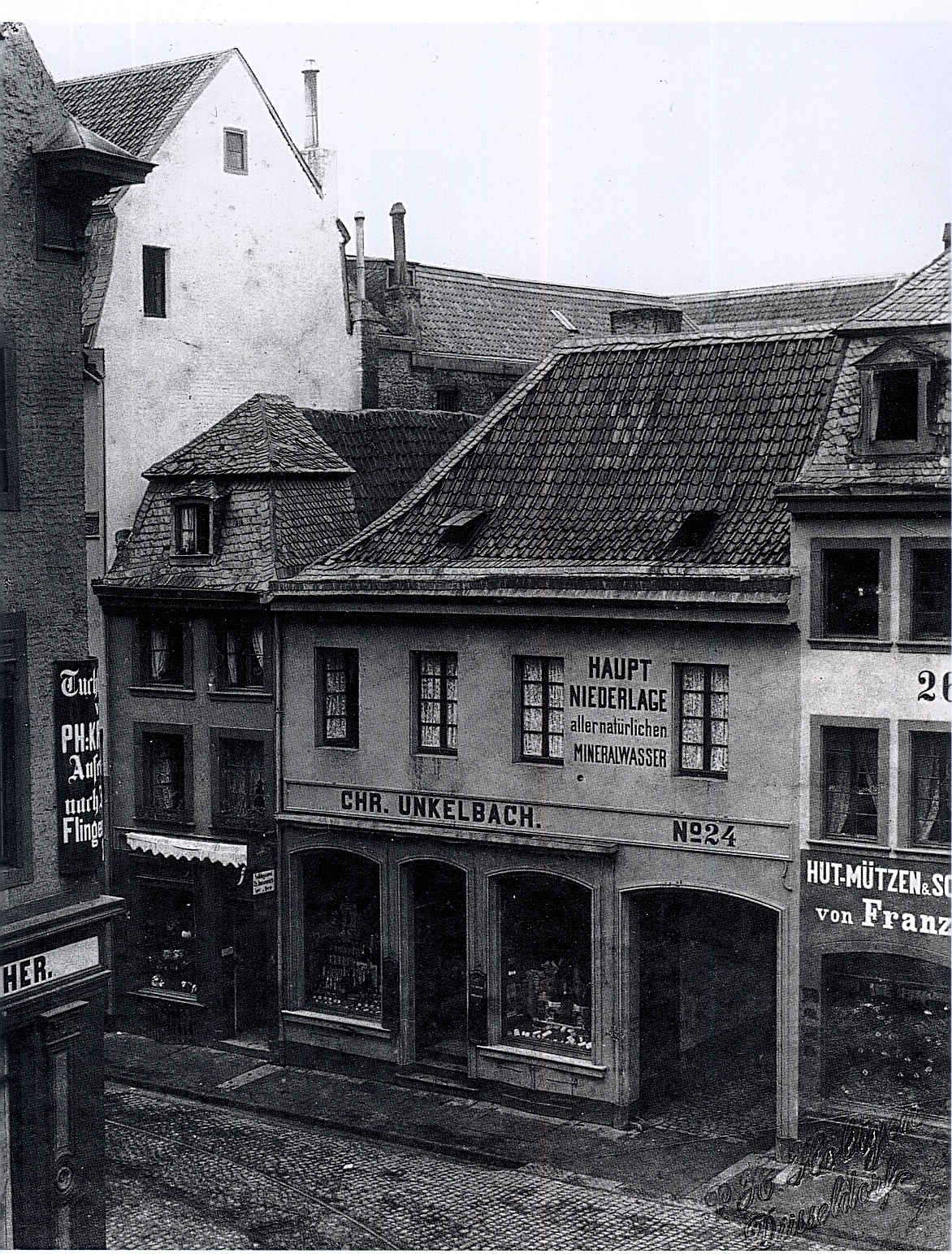
Düsseldorf, Flinger Straße Nr. 22 (Witwe d. Orgelmachers Schillmann), Nr. 24 (Geburtshaus des Notars Strauven, Haus der Firma Christian Unkelbach, Mineralwasser), Nr. 26 (Witwe des Goldarbeiters Dübbers) vor 1890

Das Gebäude Flinger Straße 22–26 in Düsseldorf war laut Boris Becker in Düsseldorf in frühen Photographien 1855–1914 ein „repräsentatives Wohn- und Geschäftshaus der Firma Christian Unkelbach“, das 1890/1891 von Bernhard Tüshaus und von Leo von Abbema erbaut wurde. Vorgängerbauten waren die niedrigen Häuser der Flinger Straße 22–26, die ab 1890 dem repräsentativen Wohn- und Geschäftshaus weichen mussten. Die Geschichte der einzelnen Häusern 22, 24 und 26 und ihrer Bewohner wird bei H. Ferber; In: Historische Wanderung durch die alte Stadt Düsseldorf beschrieben. Darin wohnten und arbeiteten ein Orgelmacher, ein bekannter Notar, ein Juwelier sowie ein Goldarbeiter. Die Gebäude wurden im Zweiten Weltkrieg zerstört.

## Geschichte
- Nr. 22: Der Eigentümer war im Jahre 1738 der Procurator Mohr. Anfang des 19. Jahrhunderts erwarb es der Orgelmacher Carl Schillmann, dessen Witwe es bis 1890 bewohnte.
- Nr. 24: Es war das Geburtshaus des um die „Localgeschichte Düsseldorfs hochverdienten“ Notars Carl Strauven.[3] Sein Vater war Calculator und Registrator der Rechnungs-Revisions-Direktion der Regierung Strauven. Dieser wohnte in diesem Haus bei seinem Schwiegervater, dem Geheimsekretär Franz Wilhelm Custodis. Nachdem Custodis im Jahre 1835 verstorben war, wurde das Haus verkauft.
- Nr. 26: Haus Nr. 26 wurde um 1700 „Zum heiligen Franziskus“ genannt. Weiterhin wird in diesem Haus für 1774 eine Kattun-Spinnerei angeführt, die von Johann Abraham Dietze betrieben wurde. Das Haus gehörte später dem Knopfmacher Peter Florenz, dessen Kinder aus zweiter Ehe das Haus im April 1778 an die Eheleute Philipp Schleuter und Anna Catharina Florenz für 800 Rheintaler verkauften. Schleuter war Wachshändler und Pate des Paters Philipp Schulten. Im September 1778 wurde es im Wege des Versatzverkaufs erneut veräußert. Erworben wurde es von den Geschwistern Anna Gertrud und Wilhelm Theophil Hülhof. Anna Gertrud war Witwe des Regiments-Feldscheerers Weiss. Die Geschwister Hülshof verkauften das Haus am 17. August 1793 den Eheleuten Johann Gottfried Lieber und Maria Catharina, geb. Fieseler. Lieber war Juwelier und ließ das Haus 1793/1794 wegen „äusserster und gefahrloser Baulosigkeit niederbrechen und von Grund auf neu erbauen“. Im Jahre 1803 wurde es den Eheleuten Philipp und Elisabeth Dübbers, geborene Nolden, für 2800 Rheintaler verkauft. Dübbers war Goldarbeiter; 1858 war die Witwe Dübbers noch Eigentümerin des Hauses.[4]

## Bild

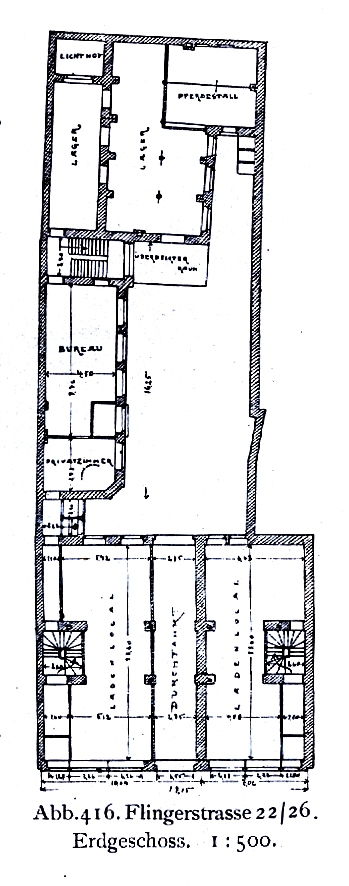
Grundriss des Erdgeschosses